# Minnesotaterritoriet
Minnesotaterritoriet (engelska: Minnesota Territory), var under perioden 3 mars 1849–11 maj 1858 ett federalt organiserat territorium i USA. Det upplöstes i och med bildandet av den amerikanska delstaten Minnesota.

## Tillkomst
Minnesotaterritoriet bildades den 3 mars 1849 genom att de delar av Iowaterritoriet, som inte hade tilldelats delstaten Iowa när den bildades 1846, och de delar av Wisconsinterritoriet, som inte tilldelats delstaten Wisconsin när den bildades 1848, organiserades som ett nytt territorium.

## Orter
Vid bildandet fanns tre städer: Saint Paul, Saint Anthony (senare del av Minneapolis), och Stillwater. Här delade man, Saint Paul blev delstatshuvudstad med säte för Minnesotas legislatur, till Minneapolis förlades University of Minnesota medan brottslingar låstes in i Stillwater på Minnesotas territorialfängelse.

## Territorialguvernörer
| Nr | Guvernör             | Guvernör | Tillträdde    | Avgick        | Politiskt parti      |
| -- | -------------------- | -------- | ------------- | ------------- | -------------------- |
| 1  | Alexander Ramsey     |          | 1 juni 1849   | 15 maj 1853   | Whigpartiet          |
| 2  | Willis Arnold Gorman |          | 15 maj 1853   | 23 april 1857 | Demokratiska partiet |
| 3  | Samuel Medary        |          | 23 april 1857 | 24 maj 1858   | Demokratiska partiet |

## Upphörande
Minnesotaterritoriet upphörde när Minnesota den 11 maj 1858 blev en delstat i unionen. De västra delarna, som inte ingick i den nya delstaten, förblev oorganiserade till 1861 då Dakotaterritoriet bildades.

### Fotnoter
1. ↑  ”Minnesota” (på engelska). World Statesmen. http://www.worldstatesmen.org/US_states_L-M.html#Minnesota. Läst 20 juli 2015.